# Пани ка меуза
Пани ка меуза (сиц. pani câ meusa, итал. pane con la milza — «хлеб с селезёнкой») — традиционное сицилийская уличная еда, представляющее собой булочку, начинённую жареными телячьими селезёнкой и лёгким.
Селезёнка и лёгкое предварительно отвариваются, нарезаются тонкими полосками и непосредственно перед начинением булочки обжариваются в жиру. Традиционно для блюда используются булочки, обсыпанные кунжутом. Есть две версии данного блюда: сиц. maritatu (буквально «женатый»), с добавлением местного сыра качокавалло, и сиц. schettu  («одинокий»), то есть без каких-либо добавок. По желанию пани ка меуза приправляется лимонным соком. Для приготовления начинки используется высокая наклонённая сковорода. Нарезанные внутренности лежат на одной её части и обжариваются по мере необходимости непосредственно перед подачей.
Сегодня пани ка меуза является отчасти уличной едой, продаваемой с передвижных лотков; также в Палермо есть несколько закусочных, специализирующихся на этом блюде.
Блюдо подают также в Турине, куда эмигрировали сотни сицилийцев в поисках работы в послевоенное время.
История блюда предположительно восходит к Средним векам, когда в Палермо убоем скота занимались, в основном, евреи. Из-за запрета брать деньги за убийство животных мясники-евреи получали в награду вместо денег внутренности животных (все, кроме печени, которая ценилась намного дороже, чем остальные потроха). Из этих внутренностей готовили блюда, которые продавали уже за деньги. После гонений на евреев, устроенных Федериго II Арагонским, и введения запретов для евреев на многие профессии христиане продолжили данную традицию.